# Цайбиг, Вильгемина
Вильгельми́на Шарло́тта Альберти́на Ца́йбиг (нем. Wilhelmine Charlotte Albertine Zeibig; 21 февраля 1764, Берлин — около 1815, Ревель) — немецкая оперная певица и актриса.

## Биография
Родилась 21 февраля 1764 года в Берлине. С 1780 года выступала на сцене. В 1780—1781 годах — в Падеборне с труппой Тима, в 1783—1784 годах гастролировала с труппой Жана Тилли в Любеке и Штральзунде, в 1786 году — в Ростоке, в 1787 году — в Касселе, в 1787—1788 годах снова гастролировала с труппой Тилли, в частности — в Любеке и Магдебурге. В 1788—1792 годах гастролировала с труппой Шверинера. В 1792—1793 годах — в труппе Кюблера, в 1793—1794 годах — в труппе Тилли в Санкт-Петербурге, затем — в Ревеле. С 1798 года гастролировала с «Ганноверской труппой», в том числе — в Ганновере, Бремене и Бад-Пирмонте. В 1801—1802 годах — в труппе Йозефа Секондаса в Дрездене и Лейпциге. Начиная с 1802 годах — в Санкт-Петербурге и Ревеле. В 1812 или 1813 году покинула сцену и поселилась в Ревеле. Скончалась около 1815 года.

## Семья
Была замужем пять раз:
- с 1780 года — за актёром Георгом Готфридом Бюргером (1755—1809)
- с 1784 года — за актёр и доктор медицины Йоханом Кристианом Ольхорстом (1754—1812)
- с 1786 года — за актёром и певцом Адольфом Филиппом Кристианом Кайльхольцем (1761—1808)
- с 1794 года — за актером и певцом Карлом Вильгельмом Хайнце (1760—1809)
- с 1796 года — за актёром и певцом Бенедиктом Леберехтом Цайбигом (1772—1858)